# 腹孢菌属
腹孢菌属（学名：Gastrosporium）是腹孢菌科下的一个属。

## 下属物种
本属包括以下物种：
- 亚洲腹孢菌 Gastrosporium asiaticum Dörfelt & Bumžaa
- 简单腹孢菌 Gastrosporium simplex Mattir.